# Arboussols
Arboussols (Arboçols en catalán) es una localidad y comuna francesa, situada en el departamento de Pirineos Orientales en la región de Languedoc-Rosellón. 

## Geografía
La población está situada en una ladera orientada al sur, con vistas al Canigó, en la orilla norte del río Têt. En gran parte boscosa, su punto más alto es el pico de Bau, con 1025 m s. n. m., y su punto más bajo está formado por el embalse de Vinça. Limita con Eus, Tarerach, Marquixanes, Campoussy, Rodès y Vinça, la comuna de servicios más cercano.
Está en un altiplano que se extiende desde Arboussols hasta Sournia, en la Fenolleda, donde el clima es mucho más seco y hasta árido. Este altiplano destaca formas rocosas de grandes dimensiones que sobresalen de la tierra. La flora principal es la garriga, con algunos huertos de olivos y viñas. Parece que el nombre del pueblo proviene de una planta que crece por todo el término, el madroño (arboç en catalán). El uso intenso de la viña en el pasado ha hecho que los terrenos en torno a Arboçols sean escalonados artificialmente para poder crear anchos terrenos o bancales donde cultivar, con múltiples caminos agrícolas serpenteando por los campos.
Está clasificada como zona sísmica 3, moderada.

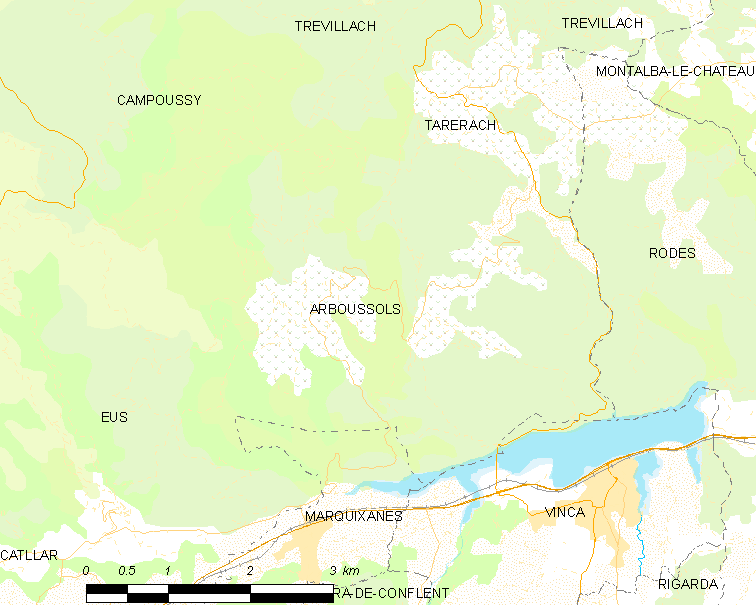
Situación de Arboussols

## Historia
El municipio era el lugar de predilección de los cereales antes de la Primera Guerra Mundial. El cultivo de la vid (300 ha en 1815) también encontró su lugar en Arboussols, en las pequeñas parcelas escalonadas en terrazas. Actualmente están invadidas por el maquis tras un progresivo abandono, por una parte por la filoxera y por otra, por la crisis vitícola de comienzos del siglo XX. En el municipio vivían algunos ganaderos, que practicaban la ganadería ovina. El municipio tenía 229 habitantes en el momento de su máximo auge demográfico, hacia 1880.
Hoy, sigue habiendo algunos viticultores en Arboussols, agrupados en su mayoría en la bodega cooperativa, así como un ganadero en Marcevol.

## Cultura
Con respecto a la cultura, Arboussols tiene un día de fiesta en agosto. En el ayuntamiento, antiguamente la escuela del pueblo, hay una biblioteca con una pequeña selección de libros. Cabe remarcar que Arboussols es el último municipio de habla catalana, pues el siguiente, en la Fenolleda, es de habla occitana. Es un catalán típico del dialecto del rosellonés, con algunos rasgos de transición al occitano. Los menores de cuarenta años se expresan mayormente en francés mientras que solo los mayores de sesenta años hablan el catalán con frecuencia. A pesar de todo, la población es, con algunas excepciones, de avanzada edad.

## Comercio y economía
En el pueblo hay una pequeña iglesia del siglo XIX, y alrededor, casas antiguas en su mayoría, hechas de piedra. 
La principal riqueza del pueblo fue la vid. De hecho, los terrenos de alrededor son casi todos de este cultivo, si bien la mayoría están en desuso.

## Clima
El clima del Bajo Conflent es típicamente mediterráneo, con una ligera influencia del Canigó que aporta más lluvias y frescor que a la plana del Rosellón. En concreto Arboussols se encuentra en la solana, y no recibe tanta lluvia como los pueblos más cercanos a la montaña, en la umbría. 

## Administración
El municipio pertenece al cantón de Sournia, al distrito de Prades y a la Mancomunidad de Vinça Canigou. Hay dos núcleos de población, Arboussols y Marcevol.

## Demografía
| 83 | 104 | 85 | 81 | 79 | 95 |
| Para los censos de 1962 a 1999 la población legal corresponde a la población sin duplicidades (Fuente: INSEE [Consultar]) |     |    |    |    |    |

(Población sans doubles comptes según la metodología del INSEE).

## Lugares de interés

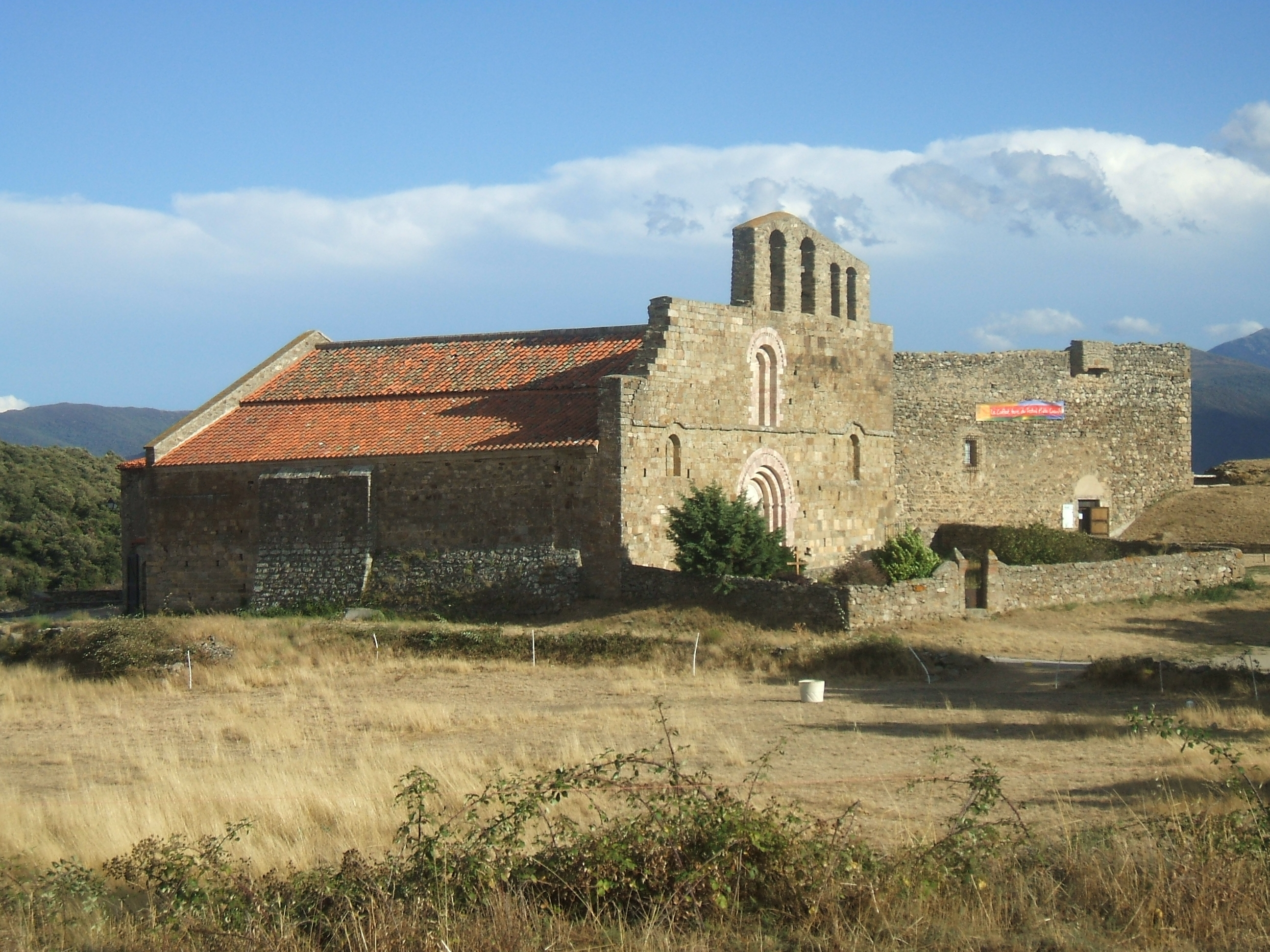
Priorato de Marcevol

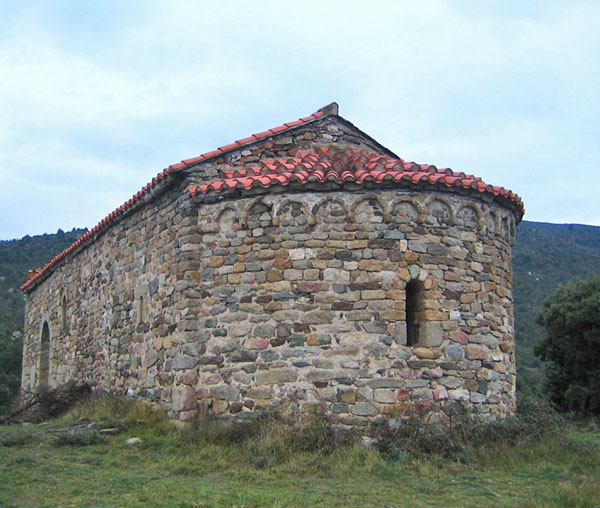
La Ermita de Santa Eulalia

Se accede al municipio por una carretera que comienza en Marquixanes y sube al pueblo. Esta carretera continúa hacia el priorato de Marcevol y Tarerach. También se accede por otra carretera desde el pantano de Vinça, a través de Marcevol. El priorato en sí es un monasterio románico fundado por la Orden del Santo Sepulcro en el siglo XII. El hito más destacado es una cima que se llama 'la roca del moro'. Allí se puede visitar, con la clave guardada por el ayuntamiento, la cueva de cera, una especie de cueva con esculturas. Subiendo por el camino de Santa Eulalia, encontramos la ermita del mismo nombre. Otros caminos señalizados llevan a Eus y abajo al embalse de Vinça, siguiendo un gran recorrido.